# 羅吉祚
羅 吉祚（ナ・ギルジョ、朝鮮語: 나길조、1923年2月3日 - 2008年4月11日）は、大韓民国の法曹、政治家。第11代韓国国会議員。本貫は羅州羅氏。
元教育部政策企画官の羅向栯は従甥。

## 経歴
日本統治時代の慶尚南道馬山府出身。1943年に明治大学法学部卒。1947年に第1回朝鮮弁護士試験合格。釜山地方検察庁、全州地方検察庁、ソウル地方検察庁、大邱地方検察庁で検事を務めた後、1962年に清州地方検察庁検事長、1964年に全州地方検察庁検事長、1966年に法務部企画管理室長、1969年に大検察庁検事、1971年に釜山地方検察庁検事長、全国密輸合同捜査本部長、1973年に光州高等検察庁検事長、1975年に大法院判事、憲法委員、1981年に第11代国会議員を歴任した。1985年に弁護士を開業した。
大法官時代は刑事部の裁判長として、朴正煕暗殺事件の実行犯である金載圭に対する軍法会議の裁判に合法判決を下した。